# Hassel (bij Stendal)
Hassel is een gemeente in de Duitse deelstaat Saksen-Anhalt, en maakt deel uit van de Landkreis Stendal.
Hassel telt 909 inwoners.
Hassel ligt ongeveer 5 km ten noordoosten van de stad Stendal.

## Indeling gemeente
De volgende Ortsteile maken deel uit van de gemeente:
- Chausseehaus Hassel
- Sanne
- Wischer, met een grote recreatieplas, tussen dit dorp en Arnim bij Staffelde (Stendal) in.

Aland ·
Altmärkische Höhe ·
Altmärkische Wische ·
Arneburg ·
Bismark (Altmark) ·
Eichstedt (Altmark) ·
Goldbeck ·
Hassel ·
Havelberg ·
Hohenberg-Krusemark ·
Iden ·
Kamern ·
Klietz ·
Osterburg (Altmark) ·
Rochau ·
Sandau (Elbe) ·
Schollene ·
Schönhausen (Elbe) ·
Seehausen (Altmark) ·
Stendal ·
Tangerhütte ·
Tangermünde ·
Vinzelberg ·
Werben (Elbe) ·
Wust-Fischbeck ·
Zehrental